# Molophilus (Molophilus) berigora
Molophilus (Molophilus) berigora is een tweevleugelige uit de familie steltmuggen (Limoniidae). De soort komt voor in het Australaziatisch gebied.